# Lars Lind

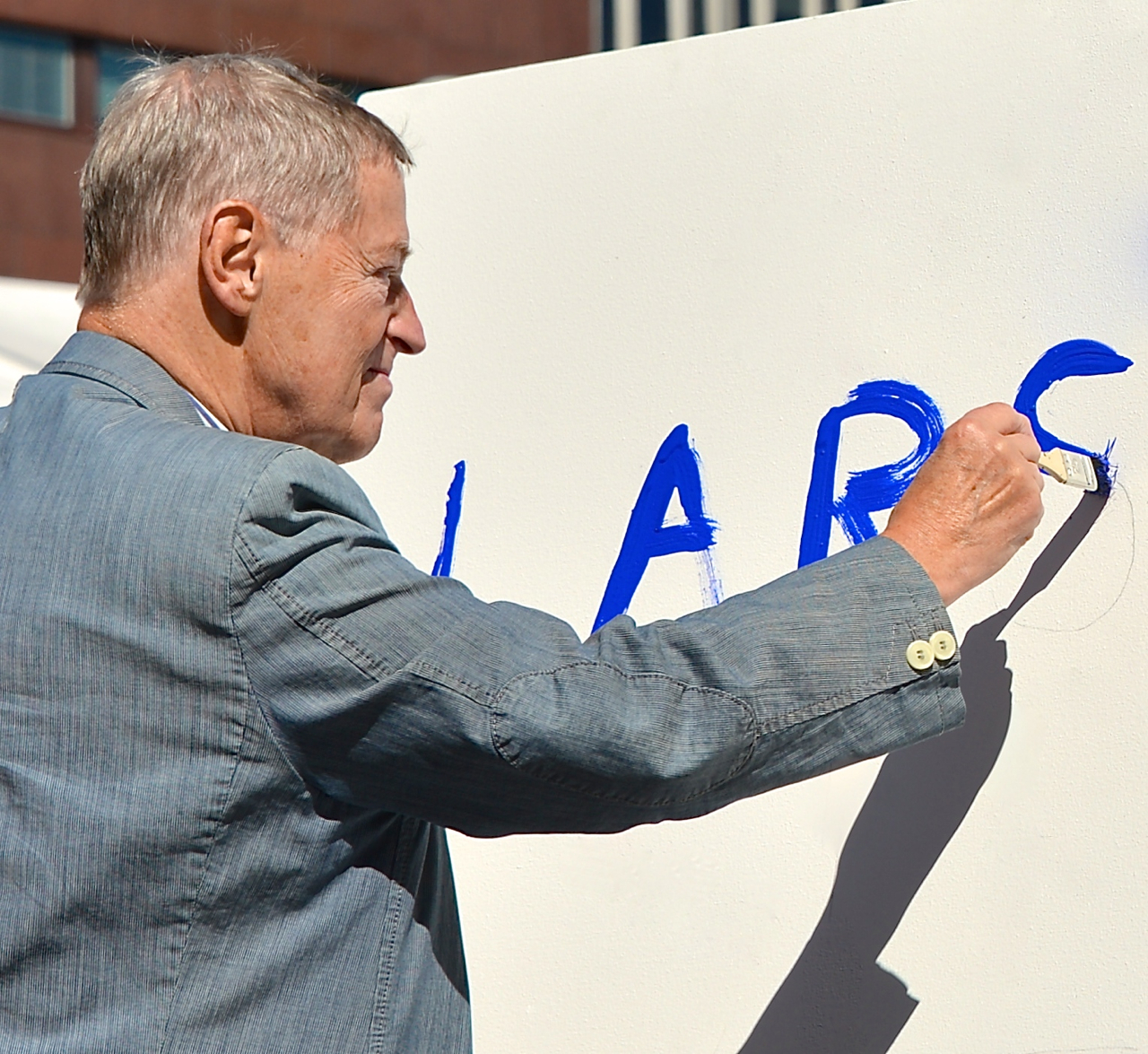
Lars Lind på Sergels torg under Stockholms Kulturfestival 2013.

Lars Olof Gudmund Lind, ursprungligen Lindqvist, född 17 januari 1935 i Umeå, är en svensk skådespelare.

## Biografi
Lars Lind är född som Lars-Olof Lindqvist i Umeå och son till en regementsmusiker. Under kriget flyttade familjen till Malmö, där han blev intresserad av teater och blev frielev i en privat teaterskola. Samtidigt ägnade han sig åt musik och kom senare att medverka i Bengt Thorssons jazzkvartett Malmö. Under gymnasietiden började han spela vid Lilla Teatern i Lund och detta kom att uppta så mycket av hans tid att han hoppade av gymnasiet. Detta ledde med tiden till Stockholm där han kom in vid Dramatens elevskola 1954-1957, där han bytte sitt namn till Lars Lind, och efter detta har följt en mångfald engagemang vid Dramaten från 1957 där han i huvudsak varit verksam med avbrott för engagemang vid tv-teatern 1960-63, Scala 1963-1964, Vasateatern 1966-1968, Intiman 1968 och Stockholms stadsteater. Han har även spelat revy hos Kar de Mumma.
Under 1960-talet var han en av våra mest flitiga aktörer men sedan har det blivit i något mindre omfattning. Med sin i grunden snälla framtoning har han i regel spelat roller som unga och fagra män i komedifacket. Rollen som meteorolog i En vacker dag ... (1963) blev lite av genombrott på film. I rollen som ungdomsvårdaren Krister i Vilgot Sjömans 491 (1964) kom denna "snällhet" att understryka det omedvetna och naiva hos denna karaktär ställd mot det kriminella ungdomskollektivet. Med denna sympatiska framtoning har han även haft stora framgångar inom privatteaterrepertoaren. Mer sällan har han spelat osympatiska typer även om en av hans senare tv-roller som kapten i Rederiet (1999-2000) var lite mer ambivalent liksom hans roll i Lars Norén-dramat Ett sorts Hades (1996), som hör till det som mest avvikit från hans vanliga image.
1966 erhöll han Teaterförbundets Daniel Engdahl-stipendium. Han har varit gift med skådespelerskan och regissören Gun Jönsson.

## Familj
Lind är gift med skådespelerskan Anita Wall. Från sina tidigare äktenskap har han barnen Michael Lindqvist (mor Gun Jönsson), Mats Karlsson (mor Sonja Lund), Sofia Hahr (mor Elisabet Aldén) och Emelie Wade (mor Susan Vex). Skådespelaren Jenny Antoni är barnbarn till Lind.

## Filmografi
- 1957 – Det sjunde inseglet
- 1958 – Nära livet
- 1961 – Karneval
- 1963 – Lyckodrömmen
- 1963 – En vacker dag ...
- 1964 – 491
- 1964 – Bröllopsbesvär
- 1964 – Kungsleden
- 1964 – Vi ser framåt
- 1965 – För vänskaps skull
- 1966 – Trettio pinnar muck
- 1967 – Ola & Julia
- 1967 – Tofflan
- 1967 – Jubileumskalaset
- 1968 – Kvinnolek
- 1971 – Vill så gärna tro
- 1971 – Lockfågeln
- 1972 – The Day the Clown Cried
- 1973 – Smutsiga fingrar
- 1978 – Dante – akta're för Hajen!
- 1979 – Repmånad
- 1982 – Fonziegänget
- 1988 – Venus 90
- 1991 – Freud flyttar hemifrån...
- 2006 – Wellkåmm to Verona
- 2011 – Någon annanstans i Sverige
- 2012 – Höstminnen
- 2013 – Hemma

### TV-produktioner
- 1956 – Den långa julmiddagen
- 1959 – Varuhuset
- 1959 – Den inbillade sjuke
- 1960 – Den respektfulla skökan
- 1960 – Benjamin
- 1961 – Swedenhielms
- 1961 – Ljuva ungdomstid
- 1961 – Nej
- 1961 – Bröllopet på Seine
- 1961 – Eurydike
- 1961 – Katten och kanariefågeln
- 1961 – Mr Ernest
- 1962 – Krigsmans erinran
- 1962 – På jakt efter lyckan
- 1962 – Kvartetten som sprängdes
- 1962 – Gisslan
- 1962 – Kollektionen
- 1963 – Ett drömspel
- 1963 – Det går an
- 1964 – Henrik IV
- 1967 – Trettondagsafton
- 1973 – Candida
- 1967 – Han slog mig
- 1972 – Barnen i Höjden (TV-serie)
- 1973 – Ett resande teatersällskap (TV-serie)
- 1973 – Bröderna Malm (TV-serie)
- 1974 – Gustav III
- 1974 – Purpurgreven
- 1977 – Ärliga blå ögon (TV-serie)
- 1979 – Misantropen
- 1981 – Babels hus (TV-serie)
- 1982 – Kamraterna
- 1982 – Sova räv
- 1983 – Spanarna (TV-serie)
- 1983 – Farmor och vår Herre (TV-serie)
- 1983 – Öbergs på Lillöga (TV-serie)
- 1985 – Korset (TV-serie)
- 1985 – Lösa förbindelser (TV-serie)
- 1985 – Hemma hoz (TV-serie)
- 1986 – Hassel – Beskyddarna
- 1987 – Goda grannar (TV-serie)
- 1988–1989 – Varuhuset (TV-serie)
- 1989 – Det svänger på Varuhuset
- 1989 – Det var då... (TV-serie)
- 1991 – Mord och passion (TV-serie)
- 1995 – Tribunal
- 1995 – Jeppe på berget
- 1996 – Ett sorts Hades
- 1998 – Längtans blåa blomma (TV-serie)
- 1999–2000 – Rederiet (TV-serie)
- 2007 – August (TV-serie)
- 2008 – Sthlm (TV-serie)
- 2008–2009 – Livet i Fagervik (TV-serie)
- 2012 – Arne Dahl: De största vatten (TV-serie)
- 2017–2020 – Rebecka Martinsson (TV-serie)
- 2018 – Den döende detektiven (TV-serie)
- 2025 – Stenbeck (TV-serie)

## Teater

### Roller (ej komplett)
| År   | Roll                                            | Produktion                                                                                               | Regi                           | Teater                                |
| ---- | ----------------------------------------------- | --- | ------------------------------ | ------------------------------------- |
| 1958 | Lord Plynlimmon                                 | Kärande i piffig hatt (Plaintiff in a Pretty Hat) Hugh och Margaret Williams                             | Per-Axel Branner               | Lisebergsteatern                      |
| 1959 | Antonius, Engelkes friare En annan rådsherrefru | Den politiske kannstöparen (Den Politiske Kandestøber) Ludvig Holberg                                    | Rune Carlsten                  | Dramaten                              |
| 1959 | Borgmästaren                                    | Tyst i huset eller Trasslet som blev värre Per Simon Edström                                             | Per Simon Edström              | Dramaten                              |
| 1960 | Gyldenstern                                     | Hamlet William Shakespeare                                                                               | Alf Sjöberg                    | Dramaten                              |
| 1960 | Cello                                           | Kvartetten som sprängdes Birger Sjöberg                                                                  | Åke Falck                      | Skansens Frilufts Teater              |
| 1964 | Christopher Mahon                               | Hjälten på den gröna ön (The Playboy of the Western World) John Millington Synge                         | Lars-Erik Liedholm             | Dramaten                              |
| 1964 | Medverkande                                     | Å vilket härligt krig (Oh, what a lovely war) Charles Chilton                                            | Jackie Söderman                | Dramaten                              |
| 1966 | En annan fältväbel                              | Mutter Courage (Mutter Courage und ihre Kinder) Bertolt Brecht                                           | Alf Sjöberg                    | Dramaten                              |
| 1966 | Igor                                            | Kaktusblomman (Fleur de cactus) Pierre Barillet och Jean-Pierre Grédy                                    | Per Gerhard                    | Vasateatern                           |
| 1968 | Fåtöljen Polisen                                | Varför är det så ont om Q? Hans Alfredson                                                                | Lars-Erik Liedholm             | Dramaten                              |
| 1968 | Harold Gorringe                                 | Black Comedy Peter Shaffer                                                                               | Hasse Ekman                    | Intiman                               |
| 1969 | Cliff Bradshaw                                  | Cabaret John Kander, Fred Ebb och Joe Masteroff                                                          | Lars Amble                     | Maximteatern                          |
| 1970 |                                                 | Inte just nu, älskling (Not Now, Darling) Ray Cooney och John Chapman                                    | Hasse Ekman                    | Intiman                               |
| 1971 |                                                 | Upp i smöret (Band Wagon) Terence Frisby                                                                 | Isa Quensel                    | Intiman                               |
| 1972 | Phileas Fogg                                    | Jorden runt på 80 dagar (Le Tour du monde en quatre-vingts jours) Bengt Ahlfors efter Jules Vernes roman | Jonas Cornell                  | Stockholms stadsteater                |
| 1976 | Medverkande                                     | Hem till stan, revy Kar de Mumma                                                                         | Hans Dahlin                    | Folkan                                |
| 1977 | Jack Chesney                                    | Charleys tant (Charley's Aunt) Brandon Thomas                                                            | Per Gerhard                    | Vasateatern                           |
| 1978 | Pappa                                           | Karlsson på taket Astrid Lindgren                                                                        | Staffan Götestam Sven Lindberg | Folkan                                |
| 1979 |                                                 | En man för mycket (Move over, Mrs Markham) Ray Cooney och John Chapman                                   | Klaus Pagh                     | Folkan                                |
| 1979 | Nick                                            | Sängkammarfars (Bedroom Farce) Alan Ayckbourn                                                            | Per Gerhard                    | Vasateatern                           |
| 1980 | Baron Freidrich                                 | Hoppla vi lever! (Hoppla, wir leben!) Ernst Toller                                                       | Fred Hjelm                     | Stockholms stadsteater                |
| 1982 | Ernst Werdenfels                                | Agnes Bernauer Franz Xaver Kroetz                                                                        | Johan Bergenstråhle            | Stockholms stadsteater                |
| 1983 |                                                 | The Boys in the Band Mart Crowley                                                                        | Börje Ahlstedt                 | Folkan                                |
| 1983 | Fjodor Kulygin                                  | Tre systrar (Три сeстры, Tri sestry) Anton Tjechov                                                       | Otomar Krejča                  | Stockholms stadsteater                |
| 1989 |                                                 | Happy End Brian Cooke och Johnnie Mortimer                                                               | Lars Amble                     | Maximteatern                          |
| 1994 | Medverkande                                     | Den stora kicken, revy                                                                                   | Ulf Eklund                     | Vasateatern                           |
| 1997 | Jonas                                           | Så enkel är kärleken Lars Norén                                                                          | Christian Tomner               | Vasateatern                           |
| 1998 | Arvid Abernathy                                 | Guys and Dolls Frank Loesser, Joe Swerling och Abe Burrows                                               | Hans Marklund                  | Oscarsteatern                         |
| 2000 | Bonden Anton                                    | Pepparrotslandet Magnus Nilsson                                                                          | Magnus Nilsson                 | Stockholms stadsteater                |
| 2005 | Franz Orsini-Rosenberg                          | Amadeus Peter Shaffer                                                                                    | Staffan Aspegren               | Stockholms stadsteater                |
| 2006 | Björn Cervieng                                  | Temperance Staffan Göthe                                                                                 | Rickard Günther                | Stockholms stadsteater                |
| 2008 | Japanen                                         | Stora landsvägen August Strindberg                                                                       | Wilhelm Carlsson               | Stockholms stadsteater                |
| 2008 | Herr Schultz                                    | Cabaret John Kander, Fred Ebb och Joe Masteroff                                                          | Colin Nutley                   | Stockholms stadsteater                |
| 2009 | Hilding                                         | Sista dansen Carin Mannheimer                                                                            | Malin Stenberg                 | Stockholms stadsteater                |
| 2011 | Brudens far                                     | Bröllopet (Die Kleinbürgerhochzeit) Bertolt Brecht                                                       | Dritëro Kasapi                 | Stockholms stadsteater                |
| 2012 | Per                                             | I sista minuten Carin Mannheimer                                                                         | Sissela Kyle                   | Stockholms stadsteater                |
| 2014 | Brian Cohen                                     | Det kan du drömma om, Hilda (Ten daydreams for Hilda McCarthy) Chris Lee                                 | Sissela Kyle                   | Stockholms stadsteater                |
| 2015 | Axelsson                                        | Farmor och vår Herre Hjalmar Bergman                                                                     | Maria Löfgren                  | Stockholms stadsteater                |
| 2016 | Medverkande                                     | En tröst om hösten Adde Malmberg                                                                         | Adde Malmberg                  | Kulturhuset Stadsteatern              |
| 2017 | Medverkande                                     | Stilla liv Lars Norén                                                                                    | Lars Norén                     | Dramaten                              |
| 2017 | F                                               | Vintermusik Lars Norén                                                                                   | Sofia Jupither                 | Kulturhuset Stadsteatern              |
| 2018 | Medverkande                                     | Ilya Lars Rudolfsson                                                                                     | Lars Rudolfsson                | Kulturhuset Stadsteatern              |
| 2018 | Sir Edmund Tilney                               | Shakespeare in Love Marc Norman och Tom Stoppard                                                         | Ronny Danielsson               | Kulturhuset Stadsteatern              |
| 2019 | Rabbin                                          | Spelman på taket (Fiddler on the Roof) Jerry Bock, Sheldon Harnick och Joseph Stein                      | Ronny Danielsson               | Kulturhuset Stadsteatern/ Dansens hus |
| 2020 | Medverkande på distans                          | Det stora teaterkalaset Calle Norlén                                                                     | Sissela Kyle                   | Kulturhuset Stadsteatern              |
| 2021 | Franz                                           | Sound of Music Richard Rodgers, Oscar Hammerstein II, Howard Lindsay och Russel Crouse                   | Ronny Danielsson               | Kulturhuset Stadsteatern              |
| 2022 | N                                               | Tänk om om bara (What If If Only) Caryl Churchill                                                        | Ole Anders Tandberg            | Kulturhuset Stadsteatern              |
| 2024 | Ferapont                                        | Tre systrar (Три сeстры, Tri sestry) Anton Tjechov                                                       | Eirik Stubø                    | Kulturhuset Stadsteatern              |

## Radioteater

### Roller
| År   | Roll                 | Produktion                              | Regi            |
| ---- | -------------------- | --------------------------------------- | --------------- |
| 1959 | Röster ur folkvimlet | Vägglusen Vladimir Majakovskij          | Staffan Aspelin |
| 1960 | Cello                | Kvartetten som sprängdes Birger Sjöberg | Åke Falck       |
| 1995 | Glorfindel           | Sagan om Ringen J.R.R. Tolkien          | Tomas Blom      |

## Diskografi
- 1972 – Den svarta ön
- 1972 – Den mystiska stjärnan
- 1973 – Plan 714 till Sydney
- 1975 – Kung Ottokars spira
- 1976 – Tintin i Amerika
- 1977 – Tintin hos gerillan
- 1982 – Koks i lasten
- 1984 – Det sönderslagna örat
- 1984 – Tintin i Kongo
- 1989 – Asterix och vikingarna
- 1989 – Tvekampen
- 1989 – Asterix och britterna
- 1991 – Asterix drar i fält
- 1991 – Romarnas skräck
- 1991 – Asterix på olympiaden
- 1991 – Rosen och svärdet
- 1991 – Asterix och goterna

## Priser och utmärkelser
- 1966 – Teaterförbundets Daniel Engdahl-stipendium
- 2019 – Litteris et Artibus